# Солодиця проміжна
Солодиця проміжна, багатоніжка проміжна (Polypodium interjectum) — вид рослин із родини солодицевих (Polypodiaceae), зростає на Мадейрі, у Європі й Західній Азії.

## Опис
Це рослина з повзучим кореневищем, укритим коричневою лускою 4–6 мм завдовжки. Листки до 70 см завдовжки, пластини від лінійно-ланцетоподібної до яйцювато-ланцетної форми, з максимальною шириною посередині, глибоко перисті, з 3–28 листовими частками з кожної сторони, ніжка листка коротша за пластинку, гладка. Соруси голі, кругові або овальні, в один ряд по обидві сторони від основної жилки листочка. Спори (70)74–88(90) мкм, ниркоподібні. Квітне у серпні й вересні. Нове листя з'являється в кінці літа. 2n = 222.
Вид легко сплутати з дуже схожим Polypodium vulgare. Види відрізняються формою листя та спорами, які є круглими у P. vulgare, або можна визначати кількість хромосом.

## Поширення
Зростає на Мадейрі, у Європі (Данія, Велика Британія, Ірландія, Норвегія, Швеція, Австрія, Бельгія, Швейцарія, Чехія, Німеччина, Угорщина, Нідерланди, Словаччина, Росія [європейська частина], Україна, Італія [у т. ч. Сардинія, Сицилія], Румунія, Словенія, Іспанія [у т. ч. Балеарські о-ви], Франція [у т. ч. Корсика], Португалія) й Західній Азії (Туреччина, Іран).
В Україні вид зростає на скелях, переважно вапнякових, на ґрунті в тінистих лісах — Карпатах, на товтрах, рідко.

## Галерея

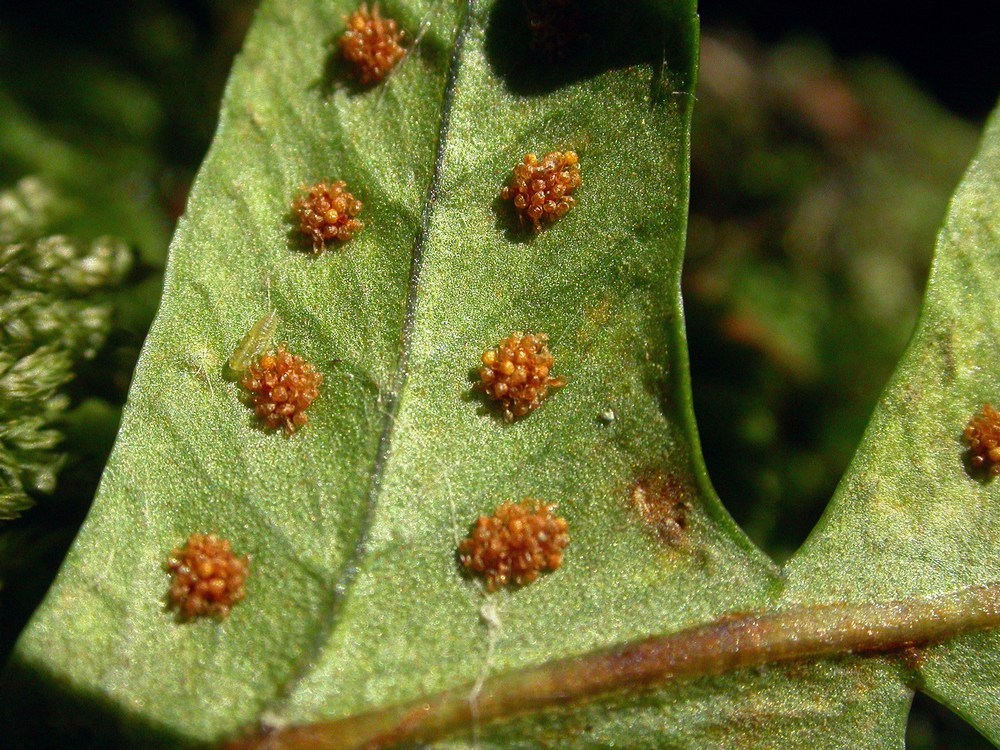
Соруси
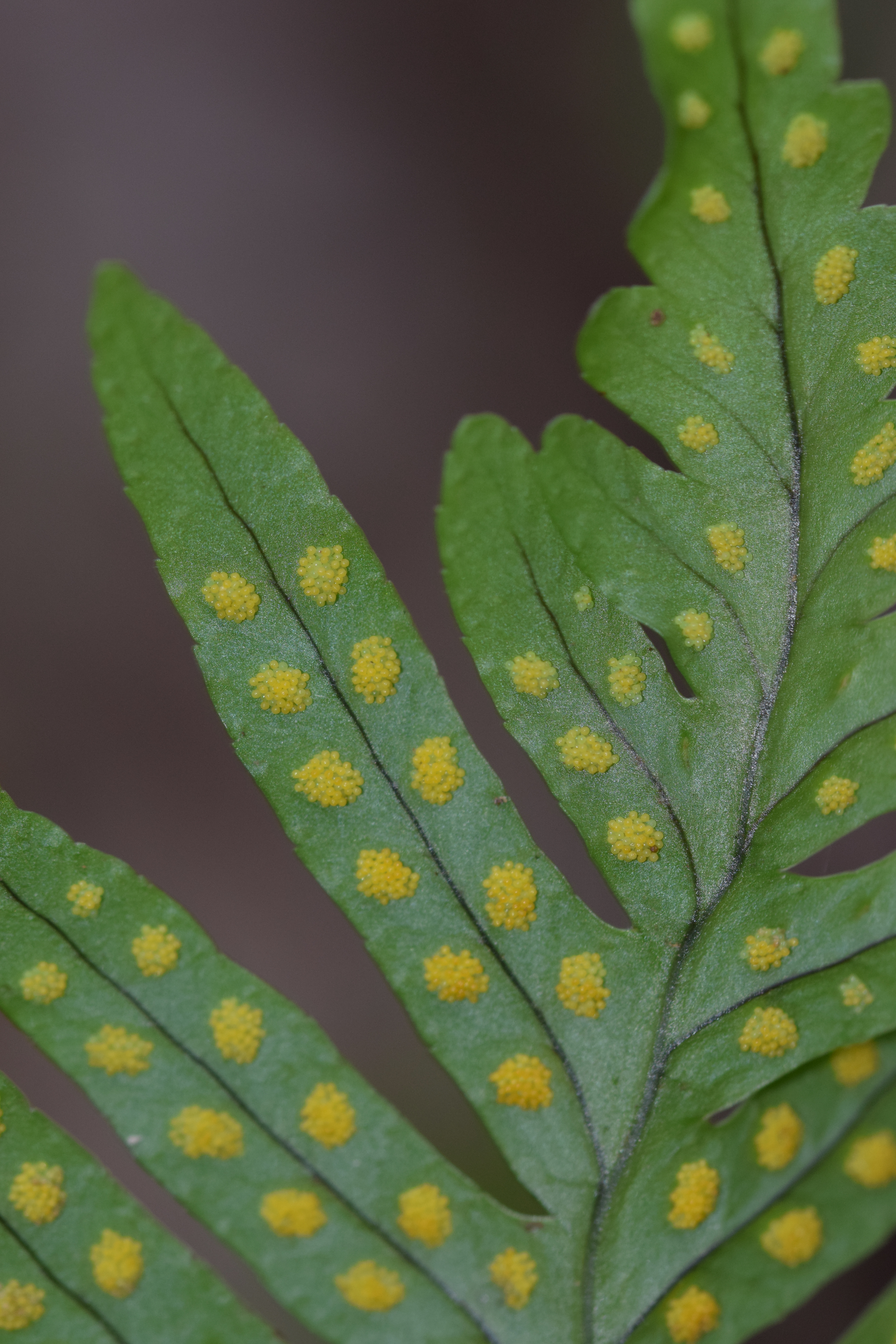
Соруси